# Državni arhiv u Gospiću
Državni arhiv u Gospiću ustanova je kulture, osnovana u rujnu 1999. godine sa zadaćom da skrbi, prikuplja i čuva, stručno obrađuje i daje na korištenje arhivsko gradivo. Nadležan je na području Ličko-senjske županije, osim gradova Senja i Novalje, te na području Zadarske županije i to za Općinu Gračac i naselje Srb.
Osnutkom Arhiva Lika je po prvi put u povijesti dobila arhivsku ustanovu na svom području što označava početak organizirane skrbi o arhivskom gradivu koje je, nažalost kao i najveći dio kulturne baštine izgubljeno i slabo proučeno.
Arhiv skrbi o gradivu iz područja uprave, pravosuđa, gospodarstva, prosvjete, kulture, o osobnim fondovima i zbirkama koje svjedoče povijest Like te o registraturnom i arhivskom gradivu koje se nalazi izvan arhiva u pismohranama stvaratelja i imatelja kojih na svom području nadležnosti ima 123.
Arhiv razvija i izdavačku i kulturno prosvjetnu djelatnost u okviru koje je do sad organizirao niz izložaba i predavanja posvećenih popularizaciji arhivske struke i povijesti Like. Pokrenuo je ediciju Prilozi za povijest Like u kojoj je do sad objavljena knjiga Ratni dnevnik Josipa Hubla iz 1943.godine.
Korisnicima je na raspolaganju stručna knjižnica i čitaonica Arhiva.